# Antonio Primaldo Coco
Antonio Primaldo Coco (Francavilla Fontana, 1º settembre 1879 – Taranto, 22 ottobre 1962) è stato un francescano e storico italiano.
Frequentò il Collegio Internazionale di S. Antonio di Roma dove si formò sotto la guida di Ulrico Hüntemman e Livario Oliger. Fu poi professore di Storia ecclesiastica e dell'Ordine negli studentati francescani, svolgendo contemporaneamente attività di studioso e di ricercatore del movimento francescano nel Salento. Ha lasciato una cospicua produzione storico-erudita relativa alla storia locale e del francescanesimo di Puglia, Basilicata e Calabria.

## Opere
1913
- Il Galeso (ed un'altra famiglia feudataria). Da un documento inedito, in Rivista storica salentina, anno VIII, 1913, pp. 253–268 [rist. Il Galeso in un documento inedito di una famiglia feudataria sconosciuta, Lecce, Stab. Tip. Giurdignano, 1914]

1914
- Il diruto casale di Pazzano in alcuni documenti inediti, Lecce, Stab. Tip. Giurdignano, 1914
- Il casale di Calone, in Rivista storica salentina, anno IX, 1914, pp. 82–90
- Titoli dignitari e nobiliari della sede arcivescovile di Brindisi. Studio storico critico con documenti inediti, Lecce, Stab. Tip. Giurdignano, 1914
- Vestigi di vita canonicale a Brindisi sulla fine del secolo XIII e vicende del casale di Calone. Note e Documenti, Lecce, Stab. Tip. Giurdignano, 1914
- Uggiano Montefusco ed il suo diruto castello (note e documenti), Lecce, Stab. Tip. Giurdignano, 1914
- Strane vicende del diruto casale di Principato vicino a S. Pancrazio (Lecce) (in alcuni documenti inediti), in Rivista storica salentina, anno IX, 1914, pp. 185–198 e 237-249 [rist. Lecce, Stab. Tip. Giurdignano, 1914]
- Un regolamento per educandi ed oblati della provincia di San Pasquale di Lecce (1793), in L’oriente serafico, anno XXVI, 1914, n. 11 [rist. S. Maria degli Angeli (Assisi), Tip. Industriale, 1915]

1915
- Le decime già feudali in Terra d’Otranto (1809), in Rivista storica salentina, anno X, 1915/1916, pp. 20–33 [rist. Lecce, Stab. Tip. Giurdignano, 1915]
- Cenni biografici del beato Francesco da Durazzo frate minore, il cui corpo si venera nella chiesa dei pp. Conventuali di Oria, Lecce, Stab. Tip. Giurdignano, 1915
- La guerra contro i turchi in Otranto. Fatti e persone. 1480-1481 (notizie edite e inedite), Lecce, G. Martello, 1915
- Cenni storici di Sava (provincia di Lecce), Lecce, Stab. Tip. Giurdignano, 1915 [rist. Manduria, A. Marzo, 1984]
- Il Santuario di S. Pietro in Bevagna, dipendente dal Monastero dei PP. Benedettini d’Aversa. Appunti storico-critici con documenti inediti, Taranto, Martinelli & Copeta, 1915
- Cedularia Terrae Idronti (1378). Con note di geografia, demografia e paleotnologia linguistica di Terra d’Otranto nei secoli XIII e XIV, Taranto, Stab. Tip. A. Lodeserto, 1915

1916
- Il convento S. Francesco di Sava nei documenti inediti. Studio storico critico, Taranto, Stab. Tip. A. Lodeserto, 1916
- La battaglia di Lepanto in un documento inedito, Lecce, Tip. Cooperativa, 1916
- Il diruto casale di Castigno presso Maruggio (Lecce). Notizie edite e inedite, in Rivista storica salentina, anno X, 1915/1916, pp. 82–94 [rist. Lecce, Stab. Tip. Giurdignano, 1916]

1917
- Archivi ecclesiastici di Terra d’Otranto (Taranto, Brindisi, Nardò, Castellaneta). I. Taranto, in Rivista storica salentina, anno XI, 1916/1917, pp. 191–224 [rist. Lecce, R. Tip. Ed. Salentina F.lli Spacciante, 1917]
- Archivi ecclesiastici di Terra d’Otranto (Nardò, Galatone, Brindisi, Castellaneta), in Roma e l’Oriente, anno VII, 1917, nn. 79-81, pp. 51–66, 82-84, 149-165, Grottaferrata, Scuola Tip. italo-orientale S. Nilo, 1917

1918
- Titoli dignitari e nobiliari della sede arcivescovile di Taranto. Studio storico critico con documenti inediti, Martina Franca, Stab. Tip. L. Cicero, 1918

1919
- La foresta oritana e i suoi antichi casali, in Rivista storica salentina, anno XII, 1918/1920, pp. 140–174 [rist. Lecce, Stab. Tip. Giurdignano, 1919]
- Artisti salentini che scompaiono. Fr. Serafino Marinosci dei Frati Minori, in Rivista storica salentina, anno XII, 1918/1920, pp. 199–203 [rist. Artisti salentini che scompaiono. Il maestro padre Serafino (1869-1919), in Corriere meridionale, anno XXXI, 1920, n. 4]
- L’abadia di S. Andrea dell’isola in Brindisi. Studio storico critico con documenti inediti, Lecce, Stab. Tip. Giurdignano, 1919
- Il Convento di S. Maria delle Grazie presso Galatone. Appunti e documenti, Lecce, Stab. Tip. Giurdignano, 1919 [rist. Galatone, 1982]
- La italianità delle coste dalmate e albanesi nella storia francescana, Lecce, Stab. Tip. Giurdignano, 1919

1920
- Il Ss.mo Crocifisso della Pietà di Galatone (Lecce). Appunti e documenti, Lecce, Stab. Tip. Giurdignano, 1920
- Il Santuario di S. Maria della Croce presso Francavilla Fontana. Appunti e documenti, Lecce, Stab. Tip. Giurdignano, 1920
- Casali albanesi nel Tarentino. Ricerche storiche con documenti inediti, in Roma e l’Oriente, anno VIII, 1918, nn. 85-86, pp. 32–47; nn. 87-90, pp. 137–155; nn. 94-96, pp. 88–105; anno IX, 1919, nn. 97-102, pp. 62–76; nn. 103-108, pp. 71–80; anno X, 1920, nn. 115-120, pp. 115–132 [rist. Casali albanesi nel Tarentino. Studio storico critico con documenti inediti, Grottaferrata, Scuola tipografica italo-orientale S. Nilo, 1921; rist. Gli Albanesi nel Tarentino. Appunti e documenti inediti, Grottaferrata, 1922]
- Vestigi di grecismo in Terra d’Otranto. Appunti e documenti, in Roma e l’Oriente, anno VI, 1916, nn. 67-69, pp. 242–258; nn. 70-72, pp. 93–108; anno VII, 1917, nn. 73-75, pp. 31–42; nn. 76-78, pp. 89–107; nn. 79-81, pp. 25–41; nn. 82-84, pp. 117–139; anno VIII, 1918, nn. 85-86, pp. 25–31; nn. 87-90, pp. 110–136; nn. 91-93, pp. 32–52; nn. 94-96, pp. 73–87; anno IX, 1919, nn. 103-108, pp. 62–70; anno X, 1920, nn. 112-114, pp. 149–163 [rist. Vestigi di Grecismo in terra d’Otranto. I. Archidiocesi di Otranto, Grottaferrata, Scuola Tip. italo-orientale S. Nilo, 1922]
- Il miracolo della Madonna della Fontana del rinverdimento degli ulivi e la sua data storica, Matino, Tip. D. Siena, 1920 [rist. Francavilla Fontana, Montanaro, 1996]

1921
- La vicaria di Bosnia e i primordi dell'osservanza in Puglia (1391-1446), in Studi francescani, nuova serie, 1921, pp. 246–262
- I Francescani nel Salento. I. Dalle origini sino al 1517, Lecce, R. Tip. Ed. Salentina F.lli Spacciante, 1921. [rist. Taranto, Cressati, 1930]

1922
- Archivi ecclesiastici di Terra d’ Otranto (Oria, Otranto, Gallipoli, Ugento, Lecce), in Rivista storica salentina, anno XIII, 1921/1922, pp. 110–123 e 137-150 [rist. Maglie, Tip. messapica, 1922]
- Cenni storici di Squinzano, Lecce, R. Tip. Ed. Salentina F.lli Spacciante, 1922
- L’opera della Terra Santa in Napoli nella prima metà del sec. XIX, in Studi francescani, nuova serie, anno VIII [XIX], 1922, n. 1, Firenze, Vallecchi
- Il culto della Madonna del Pozzo nel leccese, Lecce, Stab. Tip. Giurdignano, 1922

1923
- Il convento di S. Pasquale Baylon di Taranto. Memorie storiche, Lecce, R. Tip. Ed. Salentina F.lli Spacciante, 1923
- L’archivio comunale di Taranto, in Voce del Popolo. Giornale della Provincia di Taranto, anno XL, 1923, nn. 22 e ss. [rist. Taranto, Tip. Pappacena, 1923]

1924
- Giuseppe Gigli. Profilo, in La Provincia. Giornale politico settimanale di Taranto, anno IV, 1924, nn. 9-11 [rist. Taranto, Stab. Tip. Pappacena, 1924]
- La provincia del Jonio. Notizie storico-geografiche, Taranto, Stab. Tip. A. Lodeserto, 1924 [seconda ed. a cura di A. Putignani, Taranto, Cressati, 1963]
- S. Cesaria Vergine francavillese. Cenni agiografici e geografici, Taranto, Stab. Tip. A. Lodeserto, 1924

1925
- I sabati dedicati alla Madonna del Pozzo che si praticano nella chiesa di S. Pasquale in Taranto, Taranto, Tip. Arcivescovile, 1925
- Porto Cesareo e S. Maria al Bagno. Divagazioni storiche locali, in Voce del Popolo. Giornale della Provincia di Taranto, anno XLII, 1925 [rist. Taranto, Stab. Tip. Pappacena, 1925]
- Memorie storiche della miracolosa effigie del S. Bambino Gesù di Massafra, Taranto, Tip. Arcivescovile, 1925
- I Cavalieri Teutonici nel Salento. Appunti e documenti, Taranto, Stab. Tip. Pappacena, 1925
- I francescani in Basilicata, in Studi francescani, nuova serie, anno XI [XXII], 1925, n. 3, pp. 283–318; anno XII [XXIII], 1926, n. 2, pp. 200–215; anno XIII [XXIV], 1927, n. 2, pp. 181–216, Firenze, Vallecchi

1926
- Le fonti della storia del Salento. Conferenza alla brigata degli amatori della storia e dell’arte di Brindisi, Taranto, Stab. Tip. A. Lodeserto, 1926
- Fulgori di civiltà e di arte francescana nel Salento. Conferenza alla brigata degli amici dell’arte e dei monumenti di Lecce, Taranto, Stab. Tip. A. Lodeserto, 1926
- Appunti storici delle diocesi di Gallipoli e di Nardò. Con documenti, Taranto, Stab. Tip. Pappacena, 1926
- Collectoria Terrae Idronti (1325). Con appunti storici e documenti sulle diocesi e monasteri del Salento, Taranto, Stab. Tip. Pappacena, 1926
- I miei lettori. Reminiscenze giovanili, Oria, Tip. dell’orfanotrofio antoniano, 1926

1927
- I Francescani in Puglia, in L'Italia Francescana nel VII centenario della morte di S. Francesco, S. Maria degli Angeli (Perugia), pp. 345–359

1928
- La rinascita del bisso e della porpora. Studi, ricerche e curiosità attraverso le cronache e gli splendori antichi, in Voce del Popolo, 1928, n. 4 [rist. Taranto, Arti Grafiche A. Dragone & C., 1928]
- Vicende del Libro Russo e di altri vetusti diplomi della Città di Taranto, in Taras, anno II, 1928, nn. 3-4, pp. 3–18, Taranto, Arti Grafiche A. Dragone & C.
- I Francescani nel Salento. II. 1517-1927, Taranto, Stab. Tip. Pappacena, 1928

1929
- Diplomi dei Principi di Taranto, in Taras, anno IV, 1929, nn. 1-2, pp. 79–88 [rist. Taranto, Arti Grafiche A. Dragone & C., 1931]
- Nel secondo centenario della nascita del B. Egidio M. di S. Giuseppe. Vita e preci (1729-1929), Taranto, 1929 [?]
- Ora santa francescana per il Papa, Taranto, Cressati, 1929
- Mese consacrato alla Madonna del Pozzo che si venera in Capurso. Utile per la devozione dei sabati con l’aggiunta di altre preci, Taranto, Tip. Arcivescovile, 1929
- A proposito della spiaggia di S. Maria al Bagno. Notizie storiche, in L’Ordine, 1929, n. 39 [rist. Lecce, Stab. Tip. Scorrano & C., 1929]
- Faggiano. Primo casale albanese del Tarentino, Taranto, Stab. Tip. Pappacena, 1929

1930
- Porti castelli e torri salentine, Roma, Istituto di Architettura militare, 1930

1931
- Saggio di storia francescana di Calabria dalle origini al secolo XVII, Taranto, A. Cressati, 1931

1932
- La riforma francescana in Basilicata. Appunti e documenti, in Studi francescani, serie III, anno IV [XXIX], 1932, n. 29, pp. 343–362, Firenze, Vallecchi
- Appunti storici del Mar Piccolo di Taranto, Taranto, Cressati, 1932
- Paesaggi jonici: Castellaneta, in Voce del Popolo. Giornale della Provincia di Taranto, anno XLIX, 1932, n. 16 [rist. Taranto, Pappacena]
- La Sicilia serafica, in Studi francescani, anno XXIX, 1932, pp. 194–208
- Il culto di S. Antonio di Padova nell’Italia meridionale, in Studi francescani, serie III, anno IV [XXIX], 1932, n. 4, pp. 570–591, Firenze, Vallecchi
- Di alcuni voluti feudatari e delle cause di sollevazioni popolari in Grottaglie nei secoli scorsi, in Taras, anno VII, 1932, nn. 1-4, Taranto, A. Cressati

1933
- Paesaggio jonico: Montemesola, Taranto, Tip. F.lli Ruggieri, 1933 [rist. in Popolo di Roma, anno XVI. 1º  agosto 1940, n. 214]
- Gli Albanesi nell’Italia meridionale, in Il Popolo di Roma, ed. pugliese, anno IX, 1933, n. 259
- Paesaggi jonici: S. Giorgio, in Il Popolo di Roma, anno IX, 1933, n. 297
- I francescani in Albania, in Studi francescani, anno XXX, 1933, pp. 227–243

1934
- Corigliano d’Otranto, Taranto, Stab. Tip. Pappacena, 1934
- Paesaggi jonici: Monacizzo, in Voce del Popolo. Giornale della Provincia di Taranto, anno LI, 1934, n. 52, Taranto, Stab. Tip. Pappacena
- Paesaggi jonici: Carosino, in Il Popolo di Roma, anno X, 1934, n. 56
- Paesaggi jonici: Monteparano, in Il Popolo di Roma, anno X, 1934, n. 211
- Monasteri di Clarisse in Taranto, in Taranto. Rassegna del Comune, anno III, 1934, nn. 5-6, pp. 12–29
- I francescani in Terra di Lavoro, in Studi francescani, anno XXXI, 1934, pp. 336–355

1935
- I Francescani nel Salento. III. Secondo e terz’ordine dalle origini ai giorni nostri, Taranto, Cressati, 1935
- Sancti beati et Venerabiles Provinciarum Salentinarum ac S. Nicolai Apuliae o. f. m., Roma, La Precisa, 1935
- Il convento di S. Francesco a Taranto, in Luce Serafica, 1935, n. 4, pp. 3–11, Ravello
- Paesi e paesaggi jonici: Manduria, in Voce del Popolo. Giornale della Provincia di Taranto, anno LII, 1935, n. 4, Taranto, Stab. Tip. Pappacena
- Paesaggi jonici: Sava, in Popolo di Roma, anno X, 1935, n. 37
- Paesaggi jonici: Storia e vicende di Monacizzo, in Voce del Popolo. Giornale della Provincia di Taranto, anno LII, 1934, n. 1, Taranto, Stab. Tip. Pappacena
- La realizzazione del Fascismo nell’opera di S. Marzano, Taranto, 1935 [?]

1936
- Le cause del tramonto del rito greco in terra d’Otranto, in Rinascenza salentina, anno IV, 1936, pp. 255–264, Lecce, R. Tip. Ed. Salentina
- La Cattedra episcopale di Taranto fu sede cardinalizia, in Voce del Popolo. Giornale della Provincia di Taranto, 1936
- Una tavola del Santacroce in Castellaneta, in Voce del Popolo. Giornale della Provincia di Taranto, 5 dicembre 1936
- S. Bernardino da Siena fu nell’Italia Meridionale?, in: Bullettino di Studi Bernardiniani, vol. 2, 1936, pp. 213–218, Siena

1937
- L’Archidiocesi di Taranto nella luce della sua storia, Taranto, Cressati, 1937
- Ceglie Messapica nella luce dei suoi monumenti archeologici e storici, Taranto, A. Cressati, 1937
- Due illustri tarantini minoriti del sec. XIV, in Voce del Popolo. Giornale della Provincia di Taranto, anno LIV, 1937, n. 3, Taranto, Stab. Tip. Pappacena
- Paesaggi jonici: Martina, Massafra, Palagiano, Palagianello, Crispiano e Statte, in Voce del Popolo. Giornale della Provincia di Taranto, 1937?, Taranto, Stab. Tip. Pappacena

1938
- Fra storia e leggenda: Feste patronali a Francavilla Fontana, in Il Popolo di Roma, anno XIV, 1938, n. 257
- Il P. Luigi Tasselli da Casarano, Roma, L’Italia Francescana, 1938
- Paesaggi jonici: Monteiasi, in Il Mattino, anno XLVII, 1938, n. 91
- Paesaggi jonici: Lizzano, in Il Popolo di Roma, anno XIV, 1938, n. 32
- Taranto e le sue industrie nel periodo greco-romano, in Voce del Popolo. Giornale della Provincia di Taranto, anno LVI, 1938, n. 13, Taranto, Stab. Tip. Pappacena
- Paesaggi jonici: Torricella e le nozze di Re Ladislao, in Il Mattino, anno XLVII, 1938, n. 114
- Albanesi in Italia: S. Marzano Jonico, in La Gazzetta del Mezzogiorno, anno LII, 1938, n. 129
- Origini e vicende di Avetrana,  in Giornale d’Italia, ed. tarantina, anno XXXVIII, 1938, n. 89
- Paesaggi jonici: Maruggio e la sua Commenda, in Il Popolo di Roma, anno XIV, 1938, n. 57
- Paesaggi jonici: Leporano, in La Gazzetta del Mezzogiorno, anno LII, 30 giugno 1938, n. 179 [rist. Cenni storici di Leporano, Manduria, 1949]
- Le contese delle Università di Taranto e di Oria nel secolo XV per il Santuario di S. Pietro in Bevagna, in Il Popolo di Roma, anno XIV, 1938, n. 183
- Gli ebrei in Puglia e in Calabria alla fine del medioevo. Episodi di S. Nilo e la Regina Maria d’Enghien, in L’Avvenire, ed. romana, anno I, 1938, n. 192
- I francescani pugliesi in Albania, in La Gazzetta del Mezzogiorno, anno LII, 1938, n. 124

1939
- Francavilla, toponimo scomparso in quel di Maglie, equivocato con Francavilla Fontana, in Rinascenza salentina, anno VII, 1939, n. 1, pp. 13 sgg., Lecce, R. Tip. Ed. Salentina
- Grazie chieste al Sovrano dall’Università di Taranto (29 ottobre 1490), in Rinascenza salentina, anno VII, 1939, n. 1, pp. 216–220, Lecce, R. Tip. Ed. Salentina
- Ordinamento Municipale della Città di Taranto (01 ottobre 1491), in Rinascenza salentina, anno VII, 1939, n. 1, pp. 220–230, Lecce, R. Tip. Ed. Salentina
- Grazie chieste al Re dalla Città di Taranto (31 ottobre 1492), in Rinascenza salentina, anno VII, 1939, n. 1, pp. 231–238, Lecce, R. Tip. Ed. Salentina
- Gli Albanesi in Terra d’Otranto, in Japigia. Rivista di archeologia, storia e arte, anno X, 1939, n. 3, pp. 329–341
- Taranto e le sue fortezze nel passato, in Voce del Popolo. Giornale della Provincia di Taranto, anno LVI, 1939, n. 14, Taranto, Stab. Tip. Pappacena
- Italia e Albania nella storia, in Voce del Popolo. Giornale della Provincia di Taranto, anno LVI, 1939, n. 16, Taranto, Stab. Tip. Pappacena
- Folclore medioevale. La festa della Madonna della Croce in Francavilla Fontana, in Il Popolo di Roma, anno XV, 1939, n. 131
- Il diruto casale di Casivetere presso Francavilla Fontana e il Santuario della Madonna della Croce, in La Gazzetta del Mezzogiorno, anno LIII, 1939, n. 116
- La Commissaria di Terra Santa in Napoli, Arti grafiche A. Cresseti, 1939

1940
- I francescani in Martina Franca, in Luce Serafica, 1940, nn. 11-12 [rist. Napoli, Tip. L. Barca, 1941]
- Sava e l’ampliamento della Chiesa e del Convento minoritico, in Il Popolo di Roma, a. XVI, 1940, n. 138
- Padre Francesco da Taranto e S. Lorenzo da Brindisi, in Il Popolo di Roma, anno XVI, 1940, n. 172
- Gli Albanesi nel tarentino, in Il Popolo di Roma, anno XVI, 29 giugno 1940, n. 181
- Laterza, in Il Popolo di Roma, anno XVI, 1940, n. 201
- Un ardito capitano epirota della provincia Jonica, in Voce del Popolo. Giornale della Provincia di Taranto, 57 (1940) 5, Taranto, Stab. Tip. Pappacena
- Domenico Carella e la sua patria, in Rinascenza salentina, anno VIII, 1940, pp. 253–59
- L’origine di Francavilla Fontana nell’opera di due padri cappuccini, Roma, 1940 [?]
- Rationes decimarum Italiae, R. tip. Ed. Salentina, 1940

1941
- Francavilla Fontana nella luce della storia. Fonti materiali e studi per la storia nostrana, Taranto, Cressati, 1941. [rist. Galatina, Congedo, 1988]
- I diruti casali di Avetrana, in Il Popolo di Roma, anno XVIII, 1941, n. 16
- Villa Castelli, in Giornale d’Italia, ed. tarantina, anno XLI, 1941, n. 130

1942
- Il sentimento d'italianità del popolo albanese e l'opera dei Francescani, in Studi francescani, serie III, anno XIV [XXXIX], 1942, nn. 3-4, pp. 169–183. [rist. Firenze, Vallecchi, 1942]

1943
- Ottone ed Enrico Frangipani principi di Taranto, in Rinascenza salentina, anno XI, 1943, pp. 214–219, Lecce, R. Tip. Ed. Salentina
- La sede vescovile di Oria e relazioni con quella di Brindisi. Studio storico-critico, Roma, Scuola Tip. Pio X, 1943

1946
- La cripta di S. Mauro Abate in Oria, Quaderni di Pensiero ed Arte, Bari, 1946

1947
- Frate Roberto Caracciolo in uno studio critico del P. S. Bastanzio, in Salento, anno II, n. 3-4 [rist. Bari, Tip. N. Colella, 1947]
- Taranto Greca, Noci, Cressati, 1947
- Il culto dell’Assunta in Puglia, in Pax et bonum, anno IV, 1947, nn. 3-4, Cosenza [Culto della Vergine Assunta in Puglia, Taranto, Tip. Arcivescovile, 1957]
- Il miracoloso crocifisso della parrocchia dei PP. Carmelitani di Taranto. Note artistico-storiche, Tip. Fr. Salinaro, Francavilla Fontana, 1947

1956
- Frate Giuseppe Ghezzi. Cenni biografici, Taranto, Tip. Arcivescovile, 1956

1957
- Sant’Eramo. Toponimo nel Principato di Taranto, in Voce del Popolo, Taranto, Tip. Pappacena, 1957
- La chiesa ed il convento di Santa Maria delle Grazie di Galatone nelle vie della Divina Provvidenza, in Frate Francesco, nuova serie, anno IV [XXIV], 1957, n. 4 [rist. Roma, Scuola tip. Pax et bonum, 1957]

1962
- (con Vittorio Pepe), Episodi e costumi d'altri tempi in Latiano (Brindisi), Taranto, Cressati, 1962

senza data
- La Puglia. Boschi e selve e il suo Tavoliere, in Voce del Popolo. Giornale della Provincia di Taranto. [rist. Taranto, Stab. Tip. Pappacena, s.d.]

Postume
- I Francescani nel Salento. IV. Minoriti illustri per virtù e per sapere, a cura di Luigi De Santis, Lecce, Grifo, 2015
- La Cripta di S. Mauro e l'ex Convento Minoritico Istituto dei Padri Rogazionisti in Oria. Studio storico-critico con documenti inediti, a cura di Luigi Neglia, Oria, 2016[2]

## Fondi archivistici
Del Coco si conservano i seguenti fondi d'archivio:
- Archivio storico diocesano di Taranto, Archivio privato Primaldo Coco[3].
- Archivio storico provinciale Frati Minori di Lecce, Sezione B - Fondi personali dei frati, Fondo Coco Primaldo[4][5].
- Fondazione Biblioteca pubblica arcivescovile Annibale De Leo (Brindisi), Fondo privato Primaldo Coco[6].